# Premio Pozzale Luigi Russo
Il premio Pozzale Luigi Russo viene assegnato ad opere di narrativa, saggistica e poesia edite in Italia nell'anno in corso.

## Storia
Il Premio, nato nel 1948 per volontà di alcuni contadini e operai della sezione del Partito Comunista Italiano di Pozzale, una frazione di Empoli, sorgeva dall'esperienza maturata durante la Resistenza per auspicare e per produrre un incontro e una collaborazione tra intellettuali e lavoratori. Della giuria fanno parte fin dalla fondazione intellettuali e scrittori di rilievo come Romano Bilenchi, Sibilla Aleramo, Cesare Luporini, Silvio Guarnieri, Cesare Garboli, Ambrogio Donini, Augusto Livi, Leonida Repaci, Adriano Seroni, Renata Viganò, Sergio Antonielli, Ernesto Ragionieri, Raffaello Ramat, Carlo Salinari, Elio Vittorini, Ernesto Balducci, Gian Carlo Ferretti, Franco Fortini, Giovanni Giudici, Cesare Luporini, Walter Pedullà, Stefano Agosti, Nicola Badaloni, Achille Bonito Oliva, Carlo Ginzburg, Corrado Stajano, Adriano Prosperi.
Primo presidente del premio fu Luigi Russo, alla morte del quale subentrarono Lanfranco Caretti e Mario Soldati 
Dal 1991 il tema del Premio viene riconosciuto per Statuto nella "diversità".
Dal 2008 il Pozzale è stato posto sotto l'Alto Patronato del Presidente della Repubblica.
La giuria è attualmente composta da Roberto Barzanti, Remo Bodei, Giuliano Campioni, Laura Desideri, Giuseppe Faso, Giacomo Magrini, Cristina Nesi, Alessandra Sarchi, Biancamaria Scarcia, Matteo Bensi (segretario).

## Gli autori premiati
1948
- Marianello Marianelli, Prove di banda (primo premio)
- Paolo Soloni, Ritorno (secondo premio)
- Nada Parri, Amarezza (terzo premio)

1949
- Leo Picone, Un sacco di spighe (primo premio)
- Attilia Bassini, La fine (secondo premio)
- Luigi Compagnone, Conducenti di muli (terzo premio)

1950
- Leo Picone, La lunga strada del ritorno (primo premio per un racconto)
- Alfredo Balducci, Gente sulla piazza (primo premio per un'opera teatrale inedita)

1951
- Galileo Gagli, Marte debellato (primo premio ex aequo per un'opera teatrale inedita)
- Romano Pascutto, Restituiteci i nostri figli (primo premio ex aequo per un'opera teatrale inedita)
- Carlo Fondagni, La colata (primo premio per un racconto)
- Angelo Renna, Il maresciallo va in campagna (secondo premio per un racconto)

1952
- Bruno Cara, Vento sul litorale (primo premio)
- Franca Olivagnoli, Numero 54 (secondo premio)
- Giulio Questi, Gildo (terzo premio)

1953
- Augusto Finocchi, Questione di ore (primo premio)
- Giacomo Fontana, Tre sere (secondo premio ex aequo)
- Lia Sellerio, Addio Bovio (secondo premio ex aequo)
- Ennio Elena, Una volta tante volte (secondo premio ex aequo)

1954
- Sergio Brossi, La disdetta (primo premio)
- Mario Atzeni, La strada dell'uliveto (secondo premio ex aequo)
- Guido Montanari, La lumachina (secondo premio ex aequo)

1955
- Silvio Micheli, Lo zio cantoniere (primo premio)
- Giuseppe Brunamontini, I Cinquemila (secondo premio ex aequo) [2]
- Giacomo Fontana, Il muro (secondo premio ex aequo)

1956
- Giuseppe D'Agata, Il tesoro di Sant'Adamo (primo premio)
- Sergio Civinini, I funerali di Timo (secondo premio)
- Carlo Carraio, La lettera di Matteo (terzo premio)

1957
- Valerio Bertini, Il bardotto Feltrinelli (vincitore)
- Giorgio Mori, La Valdelsa dal 1848 al 1900: sviluppo economico, movimenti sociali e lotta politica Feltrinelli (segnalato)

1958
- Franco Della Peruta, I Democratici e la rivoluzione italiana: dibattiti, ideali e contrasti politici all'indomani del 1848 Feltrinelli

1959
- Giuliano Palladino, Pace a El Alamein Torino, Einaudi (vincitore)
- Agostino Paravicini Bagliani, Il corpo del Papa Einaudi (premio speciale)

1960
- Furio Monicelli, Il gesuita perfetto, Longanesi

1961
- Giorgio Voghera, Il Segreto [di] Anonimo triestino, Einaudi

1962
- Fulvio Papi, Il pensiero di Antonio Banfi, Parenti

1963
- Laura Conti, Cecilia e le streghe, Einaudi

1964
- Sergio Landucci, Cultura e ideologia in Francesco De Sanctis, Feltrinelli

1965
- Luigi Fabbri, I comunisti e la religione, AVE

1966
- Piergiorgio Bellocchio, I piacevoli servi, Mondadori

1967
- Aldo Tagliaferri, Beckett e l'iperdeterminazione letteraria, Feltrinelli (segnalato)
- Mario Perniola, Il metaromanzo, Silva (segnalato)
- Guido Davide Neri, Prassi e conoscenza, Feltrinelli (segnalato)

1968
- Mario Spinella, Sorella H, libera nos, Mondadori (vincitore per la narrativa)
- Sergio Moravia, Il tramonto dell'illuminismo. Filosofia e politica nella società francese (1770-1810), Laterza (vincitore per la saggistica ex aequo)
- Giorgio Doria, Uomini e terre di un borgo collinare dal XVI al XVIII secolo, Giuffré (vincitore per la saggistica ex aequo)

1972 
- Raniero La Valle, Dalla parte di Abele, Mondadori (vincitore ex aequo)
- Nicola Badaloni, Per il comunismo, Einaudi (vincitore ex aequo)

1973
- Alessandro Galante Garrone, I radicali in Italia (1849-1925), Garzanti (vincitore per la saggistica)
- Stefano Agosti, Il testo poetico, Rizzoli (secondo premio per la saggistica)

1974-1975
- Eugenio Garin, Intellettuali italiani del XX secolo, Editori Riuniti (vincitore)
- Gian Paolo Meucci, I figli non sono nostri, Vallecchi (premio speciale)

1975
- Neri Pozza, Commedia familiare, Mondadori (vincitore per la narrativa)
- Niccolò Gallo, Scritti letterari di Niccolò Gallo, a cura di Ottavio Cecchi, Cesare Garboli e Gian Carlo Roscioni, Il Polifilo (vincitore per la saggistica)

1976-1977
- Tiziano Terzani, Giai Phong! La liberazione di Saigon Feltrinelli (vincitore per la saggistica)
- Romano Bilenchi, Amici. Vittorini, Rosai e altri incontri, Einaudi (vincitore per la narrativa)

1977-1978
- Alberto Ponsi, Partito unico e democrazia in URSS. La Costituzione del '36, Laterza (vincitore per la saggistica)
- Giovanni Ramella Bagneri, Muro della notte, Guanda (vincitore per la poesia)
- Nuto Revelli, Il mondo dei vinti, Einaudi (vincitore per la narrativa)

1979-1980
- Paolo Rossi Monti, I segni del tempo. Storia della terra e storia delle nazioni da Hooke a Vico, Feltrinelli (vincitore per la saggistica)
- Alfonso Berardinelli, Lezione all'aperto, Mondadori (vincitore per la poesia)
- Vittorio Sermonti, Il tempo tra cane e lupo, Bompiani (vincitore per la narrativa)

1981
- Francesca Sanvitale, Madre e figlia, Einaudi (vincitore per la narrativa)
- Amelia Rosselli, Primi scritti 1952-1963, Guanda (vincitore per la poesia)
- Emilio Franzina, Merica! Merica!, Feltrinelli (vincitore per la saggistica)

1982
- Giovanni Godoli, Il sole. Storia di una stella, Einaudi (vincitore per la saggistica)
- Antonio Tabucchi, Il gioco del rovescio, Il Saggiatore (vincitore per la narrativa)
- Tiziano Rossi, Quasi una costellazione, Società della Poesia (vincitore per la poesia)

1983
- Giuliano Pinto, La Toscana nel tardo medioevo. Ambiente, economia rurale, società, Sansoni (vincitore ex aequo)
- Gian Piero Brunetta, Storia del cinema italiano dal 1945 agli anni Ottanta, Editori Riuniti (vincitore ex aequo)

1984
- Maria Luisa Belleli, La festa prevedibile Vallecchi (vincitore per la poesia)
- Stefano Terra, Un viaggio una vita, Bompiani (vincitore per la narrativa)

1985
- Norberto Bobbio, Maestri e compagni. Piero Calamandrei, Aldo Capitini, Eugenio Colorni, Leone Ginzburg, Antonio Giurolo, Rodolfo Mondolfo, Augusto Monti, Gaetano Salvemini, Passigli (vincitore)
- Ilario Rosati, Lo sfratto dei Bugno, Edizioni del Grifo (premio speciale)
- Massimo Mori, La ragione delle armi. Guerra e conflitto nella filosofia classica tedesca, 1770-1830, Il Saggiatore (premio speciale)

1986
- Reginaldo Cianferoni, Veglie a Porcignano: contadini, nobili e preti chiantigiani tra conservazione e mutamento, Bi e Gi Editori (vincitore per la narrativa)
- Ivo Guasti, Franco Manescalchi, Lumina. Memorie, massime e canti popolari del mondo contadino toscano, Vallecchi (premio speciale)
- Cosimo Ortesta, La nera costanza, Acquario (vincitore per la poesia)

1987
- Carlo Ginzburg, Miti emblemi spie. Morfologia e storia, Einaudi (vincitore ex aequo)
- Michele Ciliberto, La ruota del tempo. Interpretazione di Giordano Bruno, Editori riuniti (vincitore ex aequo)
- Alfio Dini, La notte dell'odio, Nuova Fortezza (segnalato)

1988
- Cristina Annino, Madrid, Corpo 10 (vincitore per la poesia ex aequo)
- Franca Grisoni, El so che té se te, Pananti (vincitore per la poesia ex aequo)
- Francesco Burdin, Manes. Sette variazioni su un tema universale, Vallecchi (vincitore per la narrativa)

1989
- Pier Vincenzo Mengaldo, La tradizione del Novecento. Nuova serie, Vallecchi (vincitore ex aequo)
- Remo Bodei, Scomposizioni. Forme dell'individuo moderno, Einaudi (vincitore ex aequo)

1990
- Enrico Morovich, Il baratro, Einaudi (vincitore per la narrativa)
- Giovanni Raboni, Versi guerrieri e amorosi, Einaudi (vincitore per la poesia)

1991
- Corrado Stajano, Un eroe borghese, Einaudi (vincitore ex aequo)
- Edoarda Masi, Cento trame di capolavori della letteratura cinese, Rizzoli (vincitore ex aequo)

1992
- Giorgio Pressburger, La coscienza sensibile, Rizzoli (vincitore)
- Maria Immacolata Macioti, Enrico Pugliese, Gli immigrati in Italia, Laterza (premio speciale)

1993
- Francesco Orlando, Gli oggetti desueti nell'immagine della letteratura, Einaudi (vincitore)
- Pino Corrias, Vita agra di un anarchico. Luciano Bianciardi a Milano, Baldini e Castoldi (premio speciale)

1994
- Franco Fortini, Composita solvantur, Einaudi[4]

1995
- Stefano Levi Della Torre, Essere fuori luogo. Il dilemma ebraico tra diaspora e ritorno, Donzelli

1996
- Marco Revelli, Le due destre, Bollati Boringhieri
- Alberto Bertoni, Dai simbolisti al Novecento. Le origini del verso libero italiano[5]

1997
- Giovanni Ricci, Povertà, vergogna, superbia. I declassati fra medioevo e l'età moderna, Il Mulino (vincitore ex aequo)
- Adriana Cavarero, Tu che mi guardi, tu che mi racconti. Filosofia della narrazione, Feltrinelli (vincitore ex aequo)

1998
- Vittorio Foa, Lettere della giovinezza. Dal carcere, 1935-1943, Einaudi (vincitore ex aequo)
- Massimo Firpo, Gli affreschi di Pontormo a San Lorenzo. Eresia, politica e cultura nella Firenze di Cosimo I, Einaudi (vincitore ex aequo)
- Carla Forti, Il caso Pardo Roques. Un eccidio del 1944 tra memoria e oblio, Einaudi (premio speciale)

1999
- Gino Strada, Pappagalli verdi. Cronache di un chirurgo di guerra, Feltrinelli (vincitore ex aequo)
- Luisa Mangoni, Pensare i libri. La casa editrice Einaudi dagli anni Trenta agli anni Sessanta, Bollati Boringhieri (vincitore ex aequo)

2000
- Paolo Prodi, Una storia della giustizia. Dal pluralismo dei fori al moderno dualismo tra coscienza e diritto, Il Mulino (vincitore)
- Stefano Allievi, I nuovi musulmani. I convertiti all'Islam, Edizioni Lavoro (premio speciale)

2001
- Leone Ginzburg, Scritti, Einaudi (vincitore)
- Francesco Tullio Altan, Anni frolli, Einaudi (premio speciale)
- Alfonso Maurizio Iacono, Autonomia, potere, minorità. Del sospetto, della paura, della meraviglia, del guardare con altri occhi, Feltrinelli (premio speciale)

2002
- Giuseppe Ferraro, Filosofia in carcere. Incontri con i minori di Nisida, Filema Edizioni (vincitore ex aequo)
- Adriano Sofri, Altri hotel. Il mondo visto da dentro. 1997 - 2002, Mondadori (vincitore ex aequo)
- Daria Frezza, Il leader, la folla, la democrazia nel discorso pubblico americano 1880 - 1941, Carocci (premio speciale)
- Carmelo Samonà, Fratelli e tutta l'opera narrativa, Oscar Mondadori (premio speciale)

2003
- Giacomo Marramao, Passaggio a Occidente, Bollati Boringhieri (vincitore ex aequo)
- Marco Bresadola, Marco Piccolino, Rane, torpedini, scintille, Bollati Boringhieri (vincitore ex aequo)
- Nuto Revelli, Le due guerre, Einaudi (premio speciale alla carriera)
- Fosco Maraini, Paropamiso, Mondatori (premio speciale alla carriera)

2004
- Massimo Zaggia, Mantova e la Sicilia nel Cinquecento, Leo S. Olschki (vincitore)
- Bruno Nascimbene, Diritto degli stranieri, Cedam (premio speciale)

2005
- Chiara Ingrao, Soltanto una vita, Baldini Castaldi Dalai (vincitore ex aequo)
- Pier Cesare Bori, Incipit. Cinquant'anni cinquanta libri (1953-2003), Marietti (vincitore ex aequo)

2006
- Salvatore Settis, Battaglie senza eroi. I beni culturali tra istituzioni e profitto, Electa (vincitore ex aequo)
- Rossana Rossanda, La ragazza del secolo scorso, Einaudi (vincitore ex aequo)

2007
- Roberto Saviano, Gomorra. Viaggio nell'impero economico e nel sogno di dominio della camorra, Mondadori (vincitore ex aequo)
- Paolo Nori, Noi la farem vendetta, Feltrinelli (vincitore ex aequo)

2008
- Valeria Parrella, Lo spazio bianco, Einaudi (vincitore ex aequo)
- Marco Rovelli, Lavorare uccide, Rizzoli (vincitore ex aequo)
- Renato Solmi, Autobiografia documentaria. Scritti 1950-2004, Verbarium-Quodlibet (vincitore ex aequo)

2009
- Enrico Deaglio, Patria 1978-2008, Il Saggiatore, Milano 2009
- Luciano Gallino, Con i soldi degli altri. Il capitalismo per procura contro l'economia, Einaudi, Torino 2009 (Premio alla carriera)
- Ruba Salih, Musulmane Rivelate. Donne, islam, modernità, Carocci, Roma 2008 (Premio opera prima)
- Beppino Englaro ed Elena Nave, Eluana. La libertà e la vita, Rizzoli, Milano 2008 (Menzione)

2010
- Melania Mazzucco, Jacomo Tintoretto e i suoi figli. Storia di una famiglia veneziana, Rizzoli, Milano 2009
- Gad Lerner, Scintille. Una storia di anime vagabonde, Einaudi, Torino 2010

2011
- Carlo Donolo, Italia sperduta. La sindrome del declino e le chiavi per uscirne, Donzelli, Roma 2011
- Gustavo Zagrebelsky, Sulla lingua del tempo presente, Einaudi, Torino 2010
- Mario Isnenghi, Storia d'Italia. I fatti e le percezioni dal Risorgimento alla società dello spettacolo, Laterza, Roma - Bari 2011

2012
- Cristina Alziati, Come non piangenti, Marcos y Marcos, Milano 2011
- Stefano Rodotà, Elogio del moralismo, Laterza, Roma-Bari 2011
- Ornela Vorpsi, Fuorimondo, Einaudi, Torino 2012

2013
- Ermanno Rea, 1960. Io, reporter, Feltrinelli, Milano 2013
- Luciano Canfora, Spie, URSS, antifascismo: Gramsci 1926-1937, Edizioni Salerno, Roma 2012

2014
- Sabino Cassese, Governare gli italiani, Il Mulino, Bologna 2014
- Enzo Traverso, La fine della modernità ebraica. Dalla critica al potere, Feltrinelli, Milano 2013
- Benedetta Tobagi, Una stella incoronata di buio. Storia di una strage impunita, Einaudi, Torino 2013

2015
- Giulio Angioni, Sulla faccia della terra, Feltrinelli/Il Maestrale, Milano, 2015
- Giovanni De Luna, La resistenza perfetta, Feltrinelli, Milano, 2015
- Andrea Nicolotti, Sindone. Storia e leggende di una reliquia controversa, Einaudi, Torino, 2015

2016
- Alessandro Leogrande, La frontiera, Feltrinelli, Milano, 2015
- Simona Vinci, La prima verità, Einaudi, Torino 2016
- Gianni Celati, Studi di affezione per amici e altri, Quodlibet, Macerata, 2016

2017
- Mario Caciagli, Addio alla provincia rossa, Carocci, Roma, 2017
- Michele Mari, Leggenda privata, Einaudi, Torino, 2017
- Michele Cometa, Perché le storie ci aiutano a vivere: la letteratura necessaria, Raffaello Cortina, Milano, 2017

2018
- Donatella Di Cesare, Stranieri residenti. Una filosofia della migrazione, Bollati e Boringhieri, Torino, 2017
- Giorgio Falco, Ipotesi di una sconfitta, Einaudi, Torino, 2017
- Rosella Postorino, Le assaggiatrici, Feltrinelli, Milano, 2018.

2019
- Francesco Benigno, Terrore e terrorismo, Einaudi, Torino, 2018
- Claudia Durastanti, La straniera, La Nave di Teseo, Milano, 2019
- Evelina Santangelo, Da un altro mondo, Einaudi, Torino, 2018.

2020-2021
- Fabio Genovesi, Cadrò, sognando di volare, Mondadori, Milano, 2020 (Giuria popolarissima)
- Stefano Mancuso, La pianta del mondo, Laterza, Bari-Roma, 2020
- Massimo Bucciantini, Addio Lugano bella, Einaudi, Torino, 2020
- Marcello Flores, Cattiva memoria, Il Mulino, Bologna, 2020.

2022
- Caterina Bonvicini, Mediterraneo. A bordo delle navi umanitarie, Einaudi, Torino, 2022
- Chandra Livia Candiani, Questo immenso non sapere. Conversazioni con alberi, animali e il cuore umano, Einaudi, Torino, 2021
- Valentine Lomellini, Il «lodo Moro». Terrorismo e ragion di Stato 1969-1986, Laterza, Bari-Roma, 2022.

2023
- Silvia Ballestra, La Sibilla: vita di Joyce Lussu, Laterza, Bari-Roma, 2022
- Maria Grazia Calandrone, Dove non mi hai portata, Einaudi, Torino, 2022
- Igiaba Scego, Cassandra a Mogadiscio, Bompiani, Milano, 2023.

2024
- Viola Ardone, Grande meraviglia, Einaudi, Torino, 2023
- Paolo Pecere, Il senso della natura, Sellerio, Palermo, 2024
- Sergio Zatti, Il narratore postumo, Quodlibet, Macerata, 2024.